# Jean Noté
Jean Noté   (Tournai, 6 de maig de 1858 - Brussel·les, 1 d'abril de 1922) fou un baríton belga.
Era un empleat de la companyia de ferrocarrils belgues, quan amb la seva bella veu de baríton el portà al Conservatori de Gant, on aconseguí un primer premi, i als vint-i-sis anys es presentà per primera vegada al públic a Lilla, passant després al Teatre Reial d'Anvers i al de l'Òpera de París el 1893, on representà amb èxit la major part de les obres de repertori, especialment Guillaume Tell, estrenant a més Siegfried, Messidor de Bruneau, Le roi de París, i d'altres.